# Coralliophila adansoni
Coralliophila adansoni is een slakkensoort uit de familie van de Muricidae. De wetenschappelijke naam van de soort is voor het eerst geldig gepubliceerd in 1989 door Kosuge & Fernandes.